# Chrysler Cirrus
Chrysler Cirrus — четырёхдверный седан среднего класса, производившийся с 1995 по 2000 годы. В средней ценовой категории автомобиль выпускался как Dodge Stratus, бюджетный вариант получил название Plymouth Breeze и появился на рынке годом позже.
Построенные на платформе en:Chrysler JA, эти автомобили известны под общим названием «облачные машины», в связи с тем, что в качестве названий моделей использованы метеорологические термины: словом cirrus в англоязычной классификации облаков обозначают перистые облака, словом stratus — слоистые облака, а breeze — бриз, прибрежный ветер.

## История разработки
Создание Chrysler Cirrus началось в 1991 году, цель авторов была создать автомобиль с одной стороны яркий, шальной (fun-to-drive), а с другой — достаточно безопасный и подходящий в качестве семейного автомобиля на каждый день. В качестве основы использовали концепт-кар 1992 года, имевший такое же название (дебютировал в том же году на международном автосалоне в Детройте). Интересными особенностями концепта были заднепетельные двери и работавший на метаноле двухтактный турбированый двигатель объёмом 3,0 л, выдававший 400 л. с.
Как и концепт, серийный Cirrus разрабатывался с применением нового крайслеровского дизайна, получившего название «кабину вперёд», и изначально опробованного на полноразмерных автомобилях платформы en:LH. Происхождение названия связано с тем, что при проектировании автомобиля кабина как бы проталкивается вперёд, дверьми достигая передних колёс, а лобовое стекло оказывается частично над двигателем. Задние же колёса сдвигаются назад, к бамперу. Всё это позволило сделать салон автомобиля заметно просторнее, чем у схожих по размеру машин того времени.
Внешним видом Cirrus занимался знаменитый крайслеровский дизайнер Майкл Санторо. Основной идеей было уйти от популярного тогда дизайна «три коробки», который характеризовался чётким выделением моторного отсека, салона и багажника, в результате чего автомобиль получил плавные обводы кузова

## Описание
Автомобили Chrysler Cirrus пришли на замену машинам, созданным на платформе Chrysler K. Различные журналы, например Consumer Reports, обычно сравнивали Cirrus с такими автомобилями среднего класса, как Chevrolet Malibu, и признавали просторнее, чем Ford Contour. Внешне все три автомобиля (Cirrus, Stratus и Breeze) выглядят очень похоже, различия касаются в основном фар, бамперов и колёс.Различия в оформлении передних частей автомобилей обусловлены заимствованием передней оптики и решёток радиатора у минивэнов того производителя, которому модель принадлежала. Интерьеры автомобилей также практически идентичны, отличаясь в мелочах вроде названия модели на рулевом колесе.
|
Набор опции также был общим: независимая подвеска всех колёс (на двойных поперечных рычагах спереди, многорычажная сзади), кондиционер, регулируемый руль, подушки безопасности водителя и переднего пассажира, 4-ступенчатая автоматическая коробка передач (функция Autostick не была доступна для Breeze), АБС, круиз-контроль, электростеклоподъёмники, центральный замок, электрорегулировка зеркал, люк в крыше. Механическая коробка передач была доступна только для моделей с двигателем 2,0 л, так как остальные двигатели имели слишком большой крутящий момент, да и управлять автомобилем с МКПП сложнее.

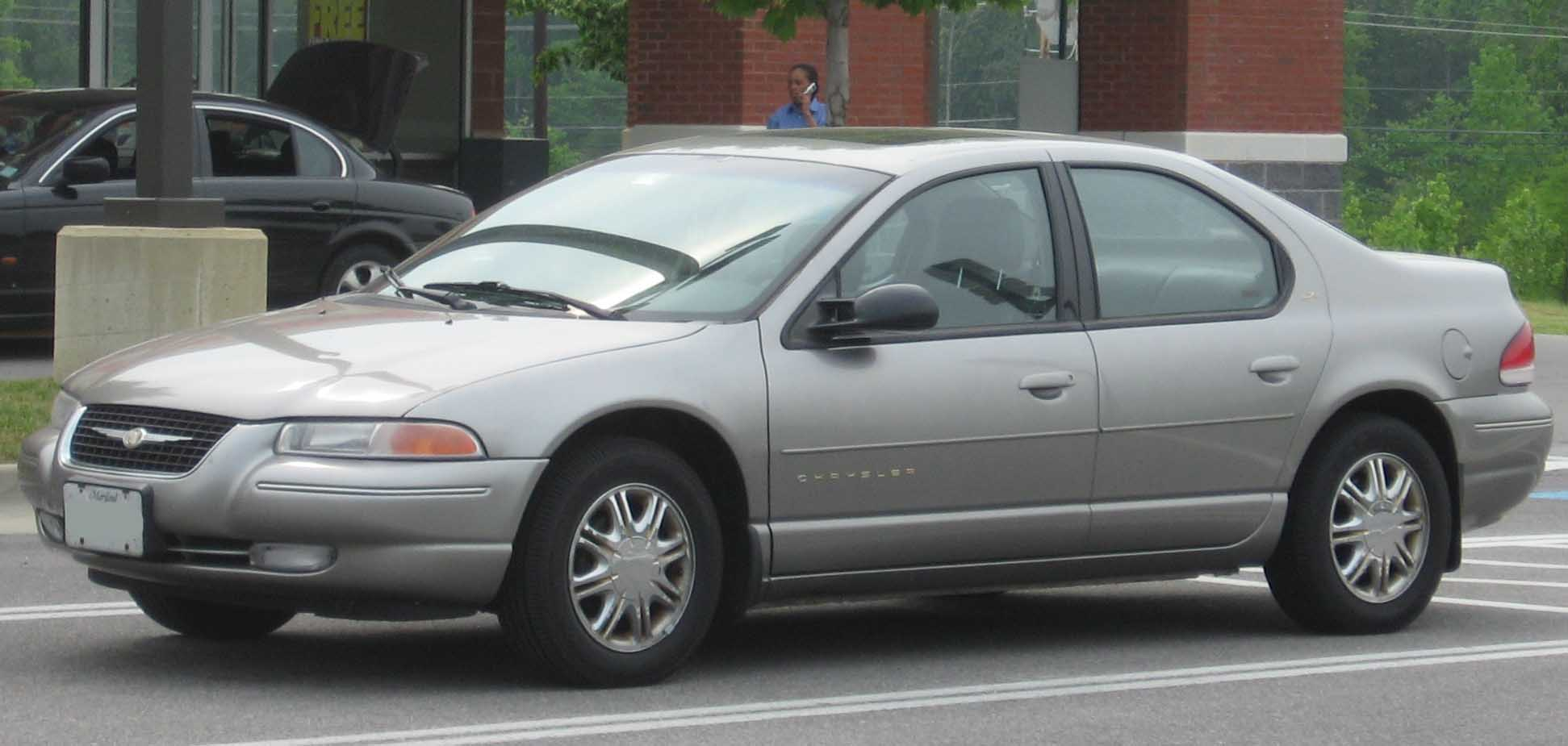
1999–2000 Chrysler Cirrus LXi

На рынке Cirrus дебютировал в 1995 году как замена седану Chrysler LeBaron. Изначально были доступны две комплектации: базовая LX и люксовая LXi. На обе комплектации устанавливались «спортивные» чёрные зеркала, крепящиеся к кузову двумя стойками, противотуманные фары, одинаковые молдинги, хромированные детали бамперов, автоматические коробки передач, решётки радиатора были доступны как хромированные, так и окрашенные в цвет кузова. На этом автомобиле «Крайслер» впервые установил свой изначальный логотип, не использовавшийся к тому моменту уже 41 год. Производство комплектации LX было остановлено в 1998 году, однако возобновлено с 2000-го, став заменой Plymouth Breeze, снятой с производства в начале того же года. В 2001-м году на смену Chrysler Cirrus пришёл седан Dodge Stratus.

### Комплектации
- LX • 1995–1997; 2000
- LXi • 1995–2000

### Двигатели
- 2,4 л I4
- 2,5 л V6

### Изменения разных лет
- 1995: Запуск производства и начало продаж в США и Канаде.
- 1996: Появились подголовники задних сидений.
- 1997: Базовые комплектации обеих (LX и LXi) моделей комплектуются 4-цилиндровым двигателем, V6 доступен как опция. Изменилась центральная консоль, появился подлокотник водителя со встроенным ящиком для мелочей.
- 1998: Прекращение производства модели LX и автомобилей с 4-цилиндровым двигателем.В продаже только V6 LXi.
- 1999: К своему пятилетию Cirrus получил новую решётку радиатора, с обновлённой эмблемой. В качестве опции доступна система Chrysler's Sentry Key, блокирующая систему зажигания в отсутствие специального ключа, в дополнение к обычным штампованным доступны литые колёсные диски. Cirrus стал единственной из «облачных» машин, прошедшей фейслифт.
- 2000: Последний год на рынке, возвращение 4-цилиндровой LX. Ранее доступные как опции задние крепления для детских сидений, литые диски и AM/FM-приёмник с 8-ю динамиками стали частью базовой комплектации.  Последний Chrysler Cirrus сошёл с конвейера 13 июня 2000 года.

## Dodge Stratus

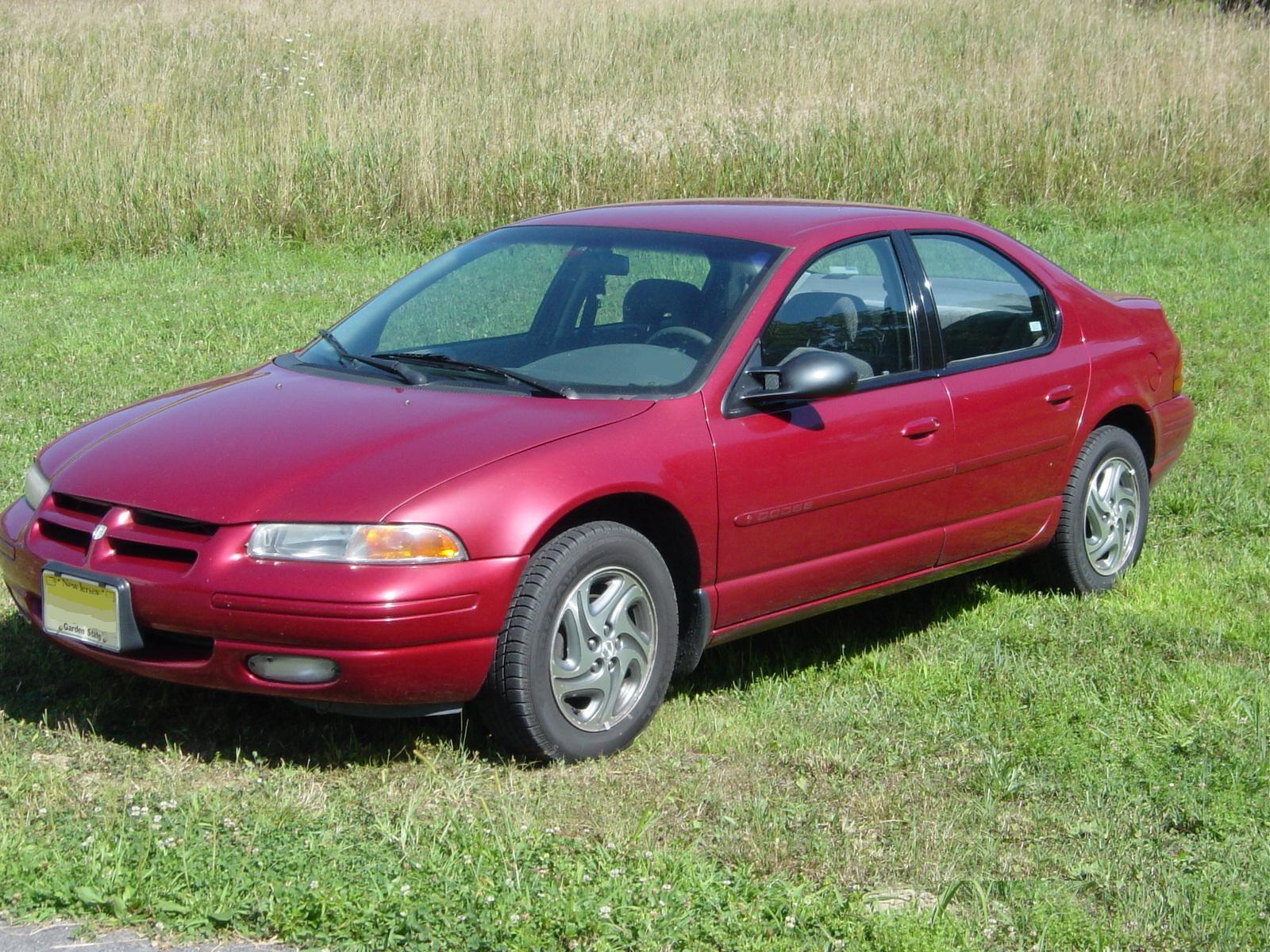
1996 Dodge Stratus ES

Dodge Stratus был выпущен на рынок в 1995 году как замена Dodge Spirit и Dynasty. Автомобиль существовал в двух комплектациях: базовой (в 2000 году переименована в SE) с двигателем 2.0&nbspл. (опционально был доступен 2.4&nbspл.) и ES в 1995–97 гг., также комплектовавшейся двухлитровым двигателем (опционально были доступны 2,4 и 2,5 л варианты). С 1998 года базовым для ES стал двигатель 2,4 л, а с 1999 года единственным ваирантом стал автомобиль с 2,5 л V6.
В Мексике продавалась турбированная версия Stratus, комплектовавшаяся 4-цилиндровым DOHC двигателем объёмом 2,4 л и 4-ступенчатой АКПП с функкцией Autostick. Двигатель автомобиля имел мощность 168 л. с. (124 кВт) при 5200 об./мин. и крутящий момент 293 Н·м при 2200 об./мин.
2000й год стал последним годом продаж Stratus в Канаде, перед заменой на Chrysler Sebring (Dodge не предлагал своего автомобиля).

### Chrysler Stratus
На некоторых рынках, где не присутствовал Dodge, например в Европе, Аргентине и Бразилии, Stratus продавался под маркой Chrysler. В Бразилии Stratus комплектовались теми же двигателями, что и североамериканские версии, но имели больший дорожный просвет, исходя из состояния бразильских дорог. Европейские модели комплектовались только двумя двигателями:  4-цилиндровым 2,0 л или 2,5 л V6, и имели хромированные молдинги на дверях и бамперах.

### Комплектации
- base 1995-1999
- SE 2000
- ES 1995-2000

### Двигатели
- 2,0 л, четырёхцилиндровый двигатель
- 2,4 л, четырёхцилиндровый двигатель
- 2,5 л V6

### Изменения разных лет
- 1995: Начало продаж.
- 1997: Новая центральная консоль с подлокотником водителя (в подлокотник встроен ящик для мелочей) и подстаканники для задних пассажиров.
- 1998: Двигатель 2,4 л становится стандартным для комплектации ES.
- 1999: ES комплектуется только двигателем V6.
- 2000: Комплектация Base переименована в SE.

## Plymouth Breeze

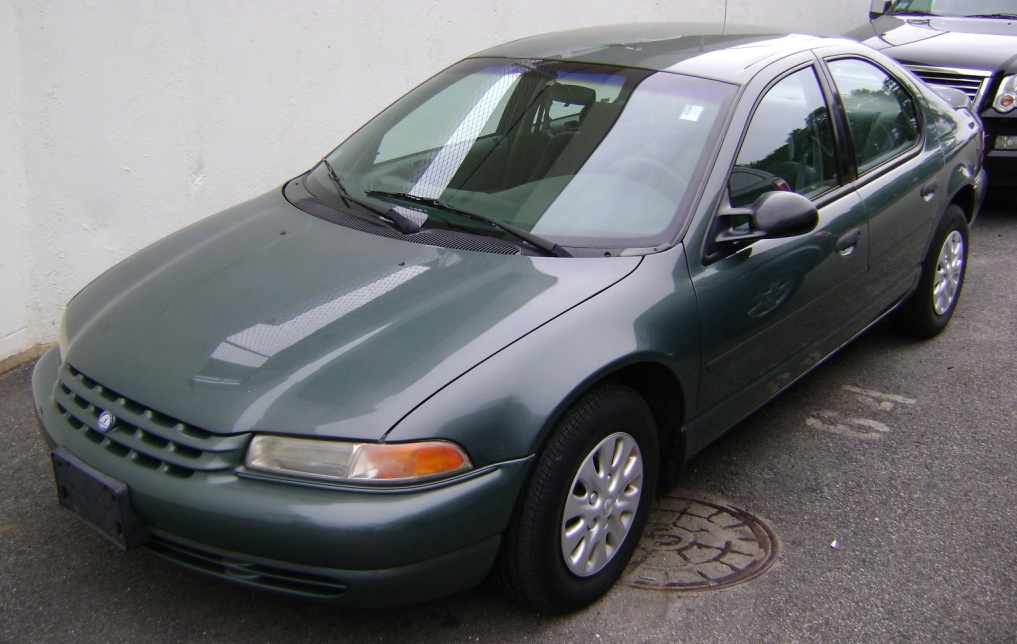
1996 Plymouth Breeze

Plymouth Breeze появился в конце 1995 г. как представитель уже нового 1996 модельного года. Хотя он и не достиг объёмов продаж своего предшественника, Plymouth Acclaim, было продано более 230 000 автомобилей, а общее количество произведённых машин превысило это показатель у Chrysler Cirrus, пробывший на рынке на два года дольше.
В рамках новой маркетинговой стратегии Крайслера, выделившей каждому из принадлежащих ему автопроизводителей, свою часть рынка, Плимуту достался сегмент бюджетных автомобилей. В связи с этим, при разработке Breeze основной акцент был сделан на низкую цену. В результате автомобиль, наряду с базовой версией Stratus, занял место младших представителей платформы en:JA, и, поэтому, не имел некоторых опций, доступных для более дорогих Stratus и Cirrus, например двигателя V6, литых дисков, кожаного салона, окраски дверных ручек в цвет кузова, противотуманных фар, автоматической коробки передач.
Производилась только одна модель, в стандартную комплектацию входили двигатель 2,0 л, 5-ступенчатая МКПП, 14-дюймовые диски, кондиционер, подушки безопасности водителя и переднего пассажира. Несмотря на наличие в продаже единственной комплектации, список доступных для заказа опций был достаточно широк: 4-ступенчатая АКПП, двигатель 2,4 л (только вместе с автоматом), АБС, регулируемый руль, круиз-контроль, электростеклоподъёмники, центральный замок, электрорегулировка зеркал, люк в крыше. Кроме того, в 1998–99 гг. для Breeze предлагался пакет «Expresso Package». Подобно таким же пакетам для Plymouth Voyager и Neon, в набор входили оригинальные шильдики, колёсные диски, улучшенная аудиосистема, отделка интерьера автомобиля «Rhythm». Производство автомобиля было прекращено в начале 2000 года в рамках процесса по закрытию подразделения. Последний Breeze сошёл с конвейера завода en:Sterling Heights Assembly 7 января 2000 г.

### Комплектации
- base: 1996–2000
- Expresso: 1998–1999

### Двигатели
- 2,0 л, четырёхцилиндровый двигатель
- 2,4 л, четырёхцилиндровый двигатель

### Изменения разных лет
- 1996: Начало производства.
- 1997: Новая центральная консоль с подлокотником водителя (в подлокотник встроен ящик для мелочей) и подстаканники для задних пассажиров.
- 1998: В качестве опции появился двигатель объёмом 2,4 л, в том числе и для Expresso.
- 1999: Подвеска перенастроена для более плавной езды.
- 2000: В рамках процесса закрытия подразделения Plymouth остановлено производство, в продаже только базовая модель.